# Green Green
Green Green (グリーングリーン, Gurīn Gurīn, « Vert vert » en anglais) est un roman japonais de type light novel adapté par Noboru Yamaguchi d'un eroge (jeu vidéo à caractère sexuel) du Studio Groover sur PC en 2001, porté en version tous publics sur PlayStation 2 par WellMade en 2003. Il se fait adapté en anime, d'abord un unique OAV en 2002, puis une série de 12 épisodes diffusés en 2003 plus un OAV l'année suivante.
*Green green* venait d'Amérique et à arriver au Japon.

## Histoire

### Prologue
« Il y a très longtemps, un homme et une femme étaient amoureux. Mais dans les temps anciens, ils n’avaient pas le droit de s’aimer… C’était un amour interdit. Ils se firent la promesse de renaître, et d’être à nouveau réunis dans une vie future. »

### Synopsis
L'académie Kanenone Gakuen est un lycée pour garçons qui doit devenir mixte l’an prochain. Au début de l’histoire, on assiste à la rencontre de cette académie et d’un autre lycée pour fille : les deux écoles n’ayant jamais eu de contacts, leurs proviseurs décident de les faire cohabiter à l'établissement des garçons pour une durée d’un mois, afin de les préparer à leur future unification.
Dès l’arrivée des filles, un phénomène étrange se produit : à l’ouverture de la porte du car une fille, Midori Chitose, apparaît de nulle part et saute sur Yuusuke Takazaki. Celle-ci semble le connaître depuis toujours, tandis que lui n’a pas l’air de la reconnaître : on apprend par la suite qu’ils s’étaient faits, dans une vie antérieure, la promesse de se retrouver dans une vie future afin de pouvoir vivre pleinement leur amour.
Cependant, il y a un problème : le Yuusuke de cette époque ne se rappelle pas de cette vie antérieure et de la promesse faite avec Midori. Elle va néanmoins tout mettre en œuvre pour qu'il retrouve ses anciens souvenirs.

## Personnages

### Étudiants de l'école pour garçons
Yuusuke Takasaki (高崎 祐介, Takasaki Yuusuke)
Le protagoniste masculin principal.
Il est ami avec ses condisciples Bacchi-Gū, Ichiban-Boshi et Tenjin.
Tadatomo Ijuuin (伊集院 忠知, Ijuuin Tadatomo) / Bacchi-Gū (バッチグー) (surnom)
Membre petit, gros et binoclard de la bande de Yuusuke, il est très complice avec Ichiban-Boshi et Tenjin.
Comme ces deux derniers, il est sexuellement obsédé par les filles et pervers sur les bords.
Hikaru Ichiban-Boshi (一番星光, Ichibanboshi Hikaru)
Membre blondinet de la bande de Yuusuke, il est très complice avec Bacchi-Gū et Tenjin.
Comme ces deux derniers, il est sexuellement obsédé par les filles et pervers sur les bords.
Taizo Tenjin (天神 泰三, Tenjin Taizou)
Membre imposant et au visage disgracieux de la bande de Yuusuke, il est très complice avec Bacchi-Gū et Ichiban-Boshi.
Comme ces deux derniers, il est sexuellement obsédé par les filles et pervers sur les bords.

### Étudiantes de l'école pour filles
Midori Chitose (千歳 みどり, Chitose Midori)
La protagoniste féminine principale.
Franche et ouverte, elle est l'une des moins rétives à la présence des garçons, celle de Yuusuke en particulier. Elle serait née le 14 août 3003.
Son prénom renvoie en japonais au titre de l’œuvre (緑, midori, le vert).
Futaba Kutsuki (朽木 双葉, Kutsuki Futaba)
La sœur aînée de Wakaba.
Elle est froide et distante avec les garçons.
Reika Morimura (森村 麗花, Morimura Reika)
Une connaissance de Midori.
Wakaba Kutsuki (朽木 若葉, Kutsuki Wakaba)
La sœur cadette de Futaba.
Candide, dans son monde et moins revêche que son aînée, elle emporte partout avec elle un petit cactus en pot avec qui elle discute parfois, et dont elle prend grand soin.
Sanae Minami (美南 早苗, Minami Sanae)
Une fille chétive, calme et discrète aux allures enfantines.
Elle a une santé fragile.
Arisa Haruno (春乃 亜里紗, Haruno Arisa)
La déléguée de classe binoclarde et au visage peu gracieux.
Elle est moins revêche que la moyenne à la présence des garçons.

### Autres
Chigusa Iino (飯野 千種, Iino Chigusa)
L'infirmière scolaire.
Son physique avantageux ainsi que son bonnet E font fantasmer les lycéens de Kanenone.

## Analyse de l’œuvre

### Évolution de l’œuvre
La série télévisée montre le mélange de deux écoles mixtes entre garçons et filles où les filles sont plutôt réticentes à cette idée de mélange.
Le premier OAV Green Green montre l’inverse où les filles sont plutôt enthousiastes à cette idée de mélange. De plus, contrairement à la série ce sont, ici, les filles qui reçoivent les garçons dans leur école.
Le deuxième OAV Green Green Thirteen: Erolutions est une fin alternative à la série et change complètement de registre, passant de scènes comiques et coquines de type ecchi shōnen à un ton plus dramatique et des scènes pornographiques de type hentai.

## Adaptation animée

### OAV
Deux OAV sont originellement sortis :
1. Green Green (グリーングリーン, Gurīn Gurīn?), le 20 décembre 2002, raconte une histoire alternative ne s'inscrivant pas dans le canon de la série ;
2. Green Green Thirteen: Erolutions (グリーングリーン エロリューションズ, Gurīn Gurīn Eroryūshonzu?), le 28 mai 2004, est une fin alternative concluant la série en tant qu'« épisode 13 » (d'où son titre alternatif, Green Green Episode 13, hors du Japon).

Il existe cependant trois autres OAV hors-série, courts de moins de dix minutes et chacun vendu sur un Green Green Character DVD (グリーングリーン キャラクターDVD) en parallèle de ceux de la série, qui mettent respectivement en scène deux des protagonistes féminins dans des situations coquines et/ou tendancieuses :
1. Sanae & Wakaba (早苗＆若葉?) ;
2. Futaba & Chigusa (双葉＆千種?) ;
3. Midori & Reika (みどり＆麗華?).

### Série animée

#### Doublage
| Rôle                 | Interprète       |
| -------------------- | ---------------- |
| Midori Chitose       | Sara Nakayama    |
| Arisa Haruno         | Noriko Yoshitake |
| Hikaru Ichiban-Boshi | Jin Domon        |
| Chigusa Iino         | Mariko Suzuki    |
| Tadatomo Ijuuin      | Kazunari Tanaka  |
| Futaba Kutsuki       | Eriko Fujimaki   |
| Wakaba Kutsuki       | Yukiko Mannaka   |
| Sanae Minami         | Saori Suzuki     |
| Reika Morimura       | Kana Ueda        |
| Yuusuke Takasaki     | Ken Takeuchi     |
| Taizo Tenjin         | Kenji Hamada     |

### Liste des épisodes

#### OAD/OVAGreen Green (OAV)
| No | Titre français    | Titre japonais   | Titre japonais | Date de 1re diffusion |
| No | Titre français    | Kanji            | Rōmaji         | Date de 1re diffusion |
| --- | ----------------- | ---------------- | -------------- | --------------------- |
| Spécial (OAD/OVA) | Green Green (OAV) | グリーングリーン | Gurīn Gurīn    | 20 décembre 2002      |
| Les étudiants de l'école pour garçons Kanenone Gakuen vont en visiter une pour filles dans le cadre d'un test pour le projet de future mixité des deux écoles. Toutefois, Bacchi-Gu, Tenjin, Ichiban (et Yuusuke malgré lui) sont attrapés en train d'espionner les filles, puis accusés plus tard de vol de sous-vêtements : afin de blanchir l'image de leur école, ils sont alors obligés de démasquer le véritable voleur. N. B. : l'histoire de cet épisode est une version alternative et non canonique à celle de la série animée. |                   |                  |                |                       |

#### Série animéeGreen Green (TV)
| No | Titre français                                    | Titre japonais               | Titre japonais                                                                            | Date de 1re diffusion |
| No | Titre français                                    | Kanji                        | Rōmaji                                                                                    | Date de 1re diffusion |
| -- | ------------------------------------------------- | ---------------------------- | ----------------------------------------------------------------------------------------- | --------------------- |
| 1  | Cœur battant dans les montagnes                   | 山奥でどっきどき             | Yamaoku de dokkidoki ([Cœur] battant dans les montagnes)                                  | 12 juillet 2003       |
| 2  | Vous êtes cassé                                   | 露天風呂ですってんころりん   | Rotenburo de suttenkorori'n (Tomber à plat dans le bain extérieur)                        | 19 juillet 2003       |
| 3  | Perdu dans la forêt                               | 森の中でどっこいしょ         | Mori no naka de dokkoisho (Oh hisse dans la forêt)                                        | 26 juillet 2003       |
| 4  | Commotion dans le dortoir des filles              | 女子寮でてんてこまい         | Joshi-ryou de tentekomai (Précipitation/perturbation dans le dortoir des filles)          | 2 août 2003           |
| 5  | Sommeil instantané dans le bureau de l’infirmière | 保健室でばったんきゅー       | Hoken-shitsu de battan kyū (Situation de crise inattendue dans le bureau de l’infirmière) | 9 août 2003           |
| 6  | C'est chaud dans les vestiaires                   | 体育倉庫であっちっち         | Taiiku souko de acchicchi (C'est chaud dans l'entrepôt du gymnase)                        | 16 août 2003          |
| 7  | Mouillé à la piscine                              | プールサイドでびっしょびしょ | Pūrusaido de bisshobisho (Mouillé/trempé au bord de la piscine)                           | 23 août 2003          |
| 8  | Un bain matinal agité                             | 朝風呂ですったもんだ         | Asaburo de suttamonda (Troubles au bain du matin)                                         | 30 août 2003          |
| 9  | Panique avec le test de courage                   | 肝試しですたこらさっさ       | Kantameshi de sutakora sassa (Débandade immédiate au test de courage)                     | 6 septembre 2003      |
| 10 | Pandemonium dans la bibliothèque                  | 図書室でどったんばったん     | Tosho-shitsu de dottan battan (Bruit soudain dans la bibliothèque)                        | 13 septembre 2003     |
| 11 | Accablé par le destin                             | 運命にふにゃふにゃ           | Unmei ni funyafunya (Mollesse du destin/Destin mou)                                       | 20 septembre 2003     |
| 12 | Adieu l’académie Kanenone Gakuen                  | 鐘ノ音にサヨウナラ           | Kanenone ni sayounara (Adieu au « son de la cloche »/adieu à [l’académie] Kanenone)       | 27 septembre 2003     |

#### OAD/OVAGreen Green Thirteen: Erolutions/Green Green Episode 13
| No | Titre français                                                       | Titre japonais                      | Titre japonais           | Date de 1re diffusion |
| No | Titre français                                                       | Kanji                               | Rōmaji                   | Date de 1re diffusion |
| --- | -------------------------------------------------------------------- | ----------------------------------- | ------------------------ | --------------------- |
| Spécial 13 (OAD/OVA) | Green Green Thirteen: Erolutions Green Green Episode 13 (alternatif) | グリーングリーン エロリューションズ | Gurīn Gurīn Eroryūshonzu | 28 mai 2004           |
| Six mois après leur départ, les sœurs Kutsuki ainsi que Sanae, accompagnées par l’infirmière Chigusa, reviennent visiter les garçons à Kanenone tandis que s'achève l'hiver. Futaba, qui eut entre-temps un contact épistolaire avec Yuusuke, semble plus que jamais amoureuse de lui : à travers leurs rêves, Midori va intervenir pour encourager cette relation. N. B. : cet épisode spécial d'une demi-heure et déconseillé aux moins de 18 ans conclut l'histoire de la série animée. |                                                                      |                                     |                          |                       |

### Musique

#### Génériques
| GREEN GREEN (TV) (グリーングリーン) | GREEN GREEN (TV) (グリーングリーン)                                       | GREEN GREEN (TV) (グリーングリーン) | GREEN GREEN (TV) (グリーングリーン) | GREEN GREEN (TV) (グリーングリーン)                                | GREEN GREEN (TV) (グリーングリーン)         |
| Début | Début                                                                     | Début                               | Fin                                 | Fin                                                                | Fin                                         |
| Épisodes | Titre                                                                     | Artiste                             | Épisodes                            | Titre                                                              | Artiste                                     |
| --- | ------------------------------------------------------------------------- | ----------------------------------- | ----------------------------------- | ------------------------------------------------------------------ | ------------------------------------------- |
| 1–12 | Guri Guri                                                                 | Hiromi Satou (佐藤裕美)             | 1–12                                | Aozora (青空)                                                      | YURIA                                       |
| N. B. : le duo de protagonistes mis en scène dans le générique de fin change parfois d'un épisode à l'autre (Midori Chitose et Yuusuke Takasaki ; les sœurs Kutsuki). |                                                                           |                                     |                                     |                                                                    |                                             |
| GREEN GREEN Thirteen: Erolutions / GREEN GREEN Episode 13 (グリーングリーン エロリューションズ)                                                                       |                                                                           |                                     |                                     |                                                                    |                                             |
| Début | Début                                                                     | Début                               | Fin                                 | Fin                                                                | Fin                                         |
| Épisodes | Titre                                                                     | Artiste                             | Épisodes                            | Titre                                                              | Artiste                                     |
| OAV | Green Green ~ in the Forest Mix ~ (グリーングリーン～in the Forest Mix～) | NANA                                | OAV                                 | Kanenone ondo ~ Souchou Solo Ver. ~ (鐘ノ音 音頭～総長ソロ Ver.～) | Souchou (Hiroshi Kamiya) (総長（神谷浩史）) |
| Musique de scène |                                                                           |                                     |                                     |                                                                    |                                             |
| Épisodes | Épisodes                                                                  | Titre                               | Titre                               | Artiste                                                            | Artiste                                     |
| OAV | OAV                                                                       | Green Green (グリーングリーン)      | Green Green (グリーングリーン)      | NANA                                                               | NANA                                        |